# Verde Valley
Verde Valley est une vallée du centre de l'Arizona, autour de la rivière Verde. Elle contient environ 1150 kilomètres carrés.